# Rudolf Absolon
Rudolf Ferdinand Absolon (* 7. April 1918 in Lütgendortmund; † 30. Dezember 1999) war ein deutscher Militärhistoriker und Archivar.

## Leben
Der vormalige Oberfeldwebel eines Heeres-Pionierbataillons der Wehrmacht arbeitete seit 1952 in der Zentralnachweisstelle des Bundesarchivs, Außenstelle Aachen-Kornelimünster. Ab 1953 war er in der Nachfolge seines Vaters, Alois Ferdinand Absolon (1890–1957), Leiter der Zentralnachweisstelle. 1983 trat er in den Ruhestand.

## Schriften (Auswahl)
- Das Wehrmachtstrafrecht im 2. Weltkrieg. Sammlung der grundlegenden Gesetze, Verordnungen und Erlasse. Kornelimünster 1958, OCLC 250212453.
- Wehrgesetz und Wehrdienst 1935–1945. Das Personalwesen in der Wehrmacht. Boppard am Rhein 1960, OCLC 7830300.
- Die Wehrmacht im Dritten Reich. Boppard am Rhein.
  - Band 1: 30. Januar 1933 bis 2. August 1934. Mit einem Rückblick auf das Militärwesen in Preußen, im Kaiserreich und in der Weimarer Republik. 1969, ISBN 3-4864-1070-9 (OCLC 257364362).
  - Band 2: 30. Januar 1933 bis 2. August 1934 (Fortsetzung). Mit einem Rückblick auf das Militärwesen in Preußen, im Kaiserreich und in der Weimarer Republik. 1971, ISBN 3-7646-1548-6.
  - Band 3: 3. August 1934 bis 4. Februar 1938. 1975, ISBN 3-7646-1567-2.
  - Band 4: 5. Februar 1938 bis 31. August 1939. 1979, ISBN 3-7646-1738-1.
  - Band 5: 1. September 1939 bis 18. Dezember 1941. 1988, ISBN 3-7646-1882-5.
  - Band 6: 19. Dezember 1941 bis 9. Mai 1945. 1995, ISBN 3-7646-1940-6.
- Rangliste der Generale der Deutschen Luftwaffe nach dem Stand vom 20. April 1945. Mit einer Stellenbesetzung der Kommandobehörden der Luftwaffe vom 1. März 1945, Dienstalterslisten der Sanitätsoffiziere usw. im Generalsrang sowie Kurzbiographien über den Reichsmarschall und die Generalfeldmarschälle. Friedberg 1984, OCLC 158471911.